# Johnny the Fox
Johnny the Fox — седьмой студийный альбом ирландской рок-группы Thin Lizzy, выпущенный в октябре 1976 года лейблом Vertigo Records.

## История создания
В апреле-мае 1976 группа активно гастролировала по Соединённым Штатам вместе с хард-рок группами Aerosmith и Rush, раскручивая альбом Jailbreak, сингл с которого «The Boys are Back in Town» получил сильную поддержку на радио.
10 июня лидер группы Фил Лайнотт почувствовал, что у него какая-то инфекция, и он выглядит желтушным. После перелета в Коламбус Фил отправился в больницу, где его осмотрел врач и после обследования подтвердил диагноз — гепатит. Группа срочно вернулась в Англию, а Фил Лайнотт был госпитализирован в больницу в Манчестере. Вторую часть американского тура, запланированного на лето 1976 года совместно с группой Rainbow, пришлось отменить.
Месяц, пока Лайнотт находился в больнице, он занимался с акустической гитарой и блокнотом, чтобы записывать идеи для песен. По общепринятому мнению в этот период им была написана значительная часть композиций, вошедших в следующий альбом группы Johnny the Fox. Однако Скотт Горэм считает, что «наши первые два альбома были полным провалом, поэтому мы удвоили усилия». Сессии написания песен группой дали достаточно материала для двух альбомов. «Вот почему Jailbreak и Johnny the Fox вышли в один год», — добавляет гитарист. «Мы написали песен, наверное, на два с половиной альбома». Это позволило группе освободиться на шесть месяцев и гастролировать с Jailbreak, а затем почти сразу вышел Johnny The Fox. «Большинство людей не могли в это поверить — никто не выпускает альбом шесть месяцев спустя — но они не знали, как мы его написали», — подытожил Горэм.

## Об альбоме
С продюсером Джоном Элкоком за кулисами Фил Лайнотт вместе с барабанщиком Брайаном Дауни и гитаристами Скоттом Горэмом и Брайаном Робертсоном записали 10 треков, которые вошли в альбом, завершенный в августе 1976 года. Они более или менее следовали шаблону, заданному на Jailbreak, а сочинение песен Лайноттом следовало тому же повествовательному пути, который он выбрал в прорывном альбоме группы.
Фил Лайнотт и Брайан Робертсон боролись за музыкальное направление группы, сделав этот альбом последним для Робертсона в качестве полноправного участника. Каким-то образом, с музыкальной точки зрения, напряженность пошла на пользу группе.
Анализируя альбом, портал Classic Rock History пишет, что «Johnny» начинает альбом как один из лучших уличных рокеров Thin Lizzy. «Rocky» — ещё один рифф-фестиваль о преданном рок-н-ролльщике, «одетом в чёрное, чтобы быть худым» — который очень похож на самого Лайнотта. «Borderline», написанная в соавторстве с Робертсоном, — это медленная баллада, за которой следует заразительная «Don’t Believe a Word». Завершающий первую сторону пластинки трек «Fools Gold» — один из величайших гимнов Лайнотта о его любимой Ирландии. Заглавная песня со второй стороны альбома «Johnny the Fox Meets Jimmy the Weed» — более фанковый номер, сравнимый с R&B-исполнителями семидесятых, такими как War или Parliament. «Massacre» — ещё один классический хит Lizzy, а «Sweet Marie» предлагает более легкое звучание ближе к концу диска.
Johnny The Fox, по общему признанию, включал только один посредственный трек в разочаровывающем «Boogie Woogie Dance», но это не имело большого значения в общем положении вещей. В запасе пластинки был мощный хит UK Top 20 «Don’t Believe A Word», а Лайнотт победил всех оставшихся сомневающихся амбициозной «Fools Gold» — поэтичным, трогающим за живое комментарием опустошения, вызванного печально известным картофельным голодом в Ирландии в XIX веке.

## Композиции и лирика

#### Johnny
Лирика песни — это классическая история преступления, которое пошло ужасно неправильно, с главным героем, грабящим аптеку ради дозы, только чтобы быть застреленным копами. Как считает музыкальный критик Мартин Попофф, история Фила помещена в музыкальное представление, которое является ярким примером химии группы. В аранжировку рок-н-ролла введены духовые, но это сделано со вкусом и идеально помещено в микс на пластинке. Песня, возможно, является одной из лучших по звучанию всем альбоме.

#### Rocky
Трек «Rocky», по мнению Goldmine Magazine, интересен, потому что он в равной степени сочетает ритм Брайана Дауни, плотную басовую линию Фила Лайнотта и знаменитые сдвоенные гитары группы. Это также один из тех номеров, где ни аккорды куплета, ни текст (о Брайане Робертсоне) не особенно впечатляют, но покоряют переходы. Действительно, куплеты затмеваются как вступительным риффом, так и героическим хэви-метал битом, который впервые слышен в середине трека. Вскоре начинается другой куплет, и слушатель остаётся под впечатлением от его полноты, а затем взволнован эффектом завершающей гитарной фразы.

#### Don’t Believe a Word
У Брайана Робертсона возникли вопросы и разногласия с Филом Лайноттом по поводу авторства хита «Don’t Believe a Word», которая начиналась как акустическая баллада, напоминающая «Stand By Me» Бена Кинга. Брайан подтвердил, что «Don’t Believe a Word» изначально был медленной балладой, пока Фил не вышел из студии, и в этот момент гитарист придумал галопирующий рифф, который теперь известен по синглу. В конце концов, она была переработана с более быстрым ритмом от барабанщика Брайана Дауни и новым риффом от Робертсона… но Лайнотт сохранил за собой единоличное авторство, к большому раздражению Робертсона. Версия на Live and Dangerous была ближе к оригиналу Лайнотта. В записи песни, возможно, принял участие Фил Коллинз, который предложил несколько гостевых партий ударных, но никто не может точно вспомнить, какие песни он сыграл в альбоме.

В лирическом плане это Лайнотт в своей наименее заискивающей форме — не крутой уличный парень, но эмоционально беспощадный. Непоколебимая mea culpa, эта антилюбовная песня приносит в жертву самое главное оружие любого автора песен — умение быть искренним — ради более неприятной правды: «Ни одно слово из этого не является правдой».— Грэм Томсон, The Guardian
В Великобритании песня стала хитом, поднявшись до 12-й позиции в UK Singles Chart, в котором провела 7 недель

#### Fools Gold
Ещё одна классическая песня Thin Lizzy об изгнании — «Fools Gold», начинается с того, что Лайнотт рассказывает историю Великого голода середины 1800-х годов и отчаянного потока миграции в Америку, который последовал за этим. Текст песни имеет сходство со знаменитым стихотворением «Великий голод» Патрика Каванаха, в котором описываются долгосрочные эмоциональные и психологические последствия Великого голода. Что делает начало песни ещё более поразительным, так это тот факт, что оно произносится с ирландским акцентом.
Как считает исследовательница поэзии Лайнотта Лорен О’Хаген, для Фила эта песня имеет двойное значение: она имеет международную привлекательность из-за своей универсальной темы изгнания, которая описывает Ирландию ностальгически, и одновременно доказывает критикам, что, несмотря на цвет кожи, он был настоящим ирландцем.

#### Johnny «The Fox» Meets Jimmy «The Weed»
Johnny The Fox — печально известный итальянский гангстер из Чикаго 1920-х годов Джонни Торрио, оригинальный крестный отец, который был наставником Аль Капоне, а также выдвинул идею Национального преступного синдиката. В этой песне группа создала фантастический сценарий его встречи с легендарным гангстером Манчестерской клубной и пабной сцены Джимми «The Weed» Доннелли, который был ключевой фигурой в банде Quality Street Gang в 1970-х и 80-х годах и в скандальном деле полиции Stalker Affair.
Но наряду с забавным фэнтезийным повествованием о сомнительных сделках и подшучиваниях, настоящая сила этой песни — супер-плотная грязная фанк-роковая музыка, объединяющая Фила Лайнотта на басу и вокале и Брайана Дауни на барабанах, классический состав Скотта Горэма и Брайана Робертсона на гитарах. Как пишет онлайн-журнал uDiscoverMusic, композиция «Johnny The Fox Meets Jimmy The Weed» была основана на песне «For The Love Of Money» филадельфийской соул-группы The O’Jays, которая повлияла на основной рифф песни.

#### Massacre
Песня рассказывает историю о боях между ковбоями и индейцами, которые происходили на американских равнинах в XIX веке. Когда в 1980 году диджей Дэйв Фаннинг спросил Лайнотта об этой теме, тот просто ответил, что теперь он «отходит от дел» в Ирландии и хочет исследовать новые темы, но в глубине души это также была попытка создать для себя ещё одну новую идентичность, которая меньше зависела бы от других людей и больше от себя.

#### Sweet Marie
Баллада была написана Скоттом Горэмом и Филом Лайноттом. У неё интересное звучание — в ней есть партия ситара, которую исполнил Горэм, и струнная аранжировка. Лирику придумал Фил Лайнотт — она была о девушке, с которой встречался Скотт. Она была студенткой художественного факультета из Нью-Йорка, и её звали Мари. Все в группе её очень любили, и Фил сказал: «А что, если мы назовем песню „Sweet Marie“?» Горэм ответил: «Э-э, я не знаю — это может доставить мне неприятности позже в будущем…». Но в итоге было оставлено это название.

## Релиз и концертный тур
Поступивший в магазины 16 октября 1976 года, седьмой LP группы Johnny The Fox не был столь же успешен, как Jailbreak, достигнув 11-го места в Великобритании (где он принес группе ещё один золотой диск) и поднявшись до 52-го места в североамериканском Billboard 200.
После выхода Johnny The Fox группа отыграла три аншлаговых вечера в Hammersmith Odeon — некоторые из этих записей вошли в двойной альбом Live and Dangerous, который считается одним из величайших концертных альбомов всех времен.
Ещё один тур по Америке в 1976 году пришлось в очередной раз отменить. Накануне вылета группы в США гитарист Брайан Робертсон повредил руку из-за разбитой бутылки за ужином в лондонском клубе Speakeasy. Лайнотт заменил Робертсона Гэри Муром. Тур 1976 года был отложен до января 1977 года и продолжался до марта того же года.

## Обложка альбома
Обложку альбома, как и в случае с Jailbreak, создал ирландский художник Джим Фицпатрик. Он описывает свой четвёртый дизайн обложки для студийного альбома Johnny the Fox как «самый безумный дизайн из всех». Фицпатрик вспомнил, что изначально в центре была фигура воина, но её изменили, чтобы напрямую отразить название альбома. Ранняя идея дизайна выреза с лисьей головой, торчащей из него, была заменена на эхо пантеры из Nightlife. По словам Фицпатрика, это «отражало идею аутсайдера», что понравилось и ему, и Лайнотту. Замысловатая неокельтская металлическая окантовка заняла время, но Лайнотт просил что-то «очень ирландское и кельтское» без каких-либо изящных коммерческих ирландских ассоциаций. «Там как раз достаточно кельтских узлов, чтобы оформить углы, в то время как остальная часть окантовки — чистое безумие. Я наслаждался каждым моментом её создания!», — вспоминал художник.

## Список композиций
| №  | Название               | Автор(ы)                           | Длительность |
| -- | ---------------------- | ---------------------------------- | ------------ |
| 1. | «Johnny»               | Фил Лайнотт                        | 4:18         |
| 2. | «Rocky»                | Брайан Дауни, Скотт Горэм, Лайнотт | 3:43         |
| 3. | «Borderline»           | Лайнотт, Брайан Робертсон          | 4:37         |
| 4. | «Don't Believe a Word» | Лайнотт                            | 2:18         |
| 5. | «Fools Gold»           | Лайнотт                            | 3:53         |

| №   | Название                              | Автор(ы)              | Длительность |
| --- | ------------------------------------- | --------------------- | ------------ |
| 6.  | «Johnny the Fox Meets Jimmy the Weed» | Дауни, Горэм, Лайнотт | 3:36         |
| 7.  | «Old Flame»                           | Лайнотт               | 3:05         |
| 8.  | «Massacre»                            | Дауни, Горэм, Лайнотт | 3:01         |
| 9.  | «Sweet Marie»                         | Горэм, Лайнотт        | 3:58         |
| 10. | «Boogie Woogie Dance»                 | Лайнотт               | 3:06         |

## Участники записи
Thin Lizzy
- Фил Лайнотт — бас-гитара, акустическая гитара, ведущий и бэк-вокал
- Скотт Горэм — ведущая гитара, гитары
- Брайан Робертсон — ведущая гитара, гитары
- Брайан Дауни — барабаны, перкуссия

Дополнительные музыканты
- Fiachra Trench — медные и струнные композиции
- Фил Коллинз — перкуссия
- Ким Бикон — бэк-вокал

Производство
- Джон Алкок — продюсер
- Уилл Рид Дик — инженер
- Нил Хорнби — помощник инженера
- Денис Блэкхэм — мастеринг